# Schädel-Gesicht-Schwerhörigkeit-Hand-Syndrom
Das Schädel-Gesicht-Schwerhörigkeit-Hand-Syndrom ist ein sehr seltenes angeborenes Fehlbildungssyndrom mit einer Kombination von Gesichtsauffälligkeiten, weit auseinander stehenden Augen, Fehlen der Tränenwege, zu kleinen Nieren und Schallleitungsschwerhörigkeit.
Synonyme sind: Sommer-Young-Wee-Frye-Syndrom; englisch Craniofacial-deafness-hand syndrome; CDHS.
Die Namensbezeichnung bezieht sich auf die Autoren der Erstbeschreibung aus dem Jahre 1983 durch die US-amerikanischen Ärzte Dr. Annemarie Sommer, Theresa Young-Wee und Thomas Frye.

## Verbreitung
Die Häufigkeit wird mit unter 1 zu 1.000.000 angegeben, bislang wurde über eine betroffene Familie berichtet. Die Vererbung erfolgt autosomal-dominant.

## Ursache
Der Erkrankung liegen Mutationen im PAX3-Gen auf Chromosom 2 Genort q35 zugrunde.
Mutationen in diesem Gen finden sich auch beim Waardenburg-Syndrom Typ 1 und 3 sowie bei Formen des Rhabdomyosarkoms.

## Klinische Erscheinungen
Klinische Kriterien sind:
- Manifestation im Neugeborenenalter
- Gesichtsdysmorphien mit flachem Gesichtsprofil, Hypertelorismus, hypoplastischer Nase mit schlitzartigen Nasenlöchern
- Fehlen der Tränengänge
- Schallleitungsschwerhörigkeit
- normale neuropsychologische Entwicklung

## Diagnose
Die Diagnose ergibt sich aus der Kombination klinischer Befunde und den Ergebnissen der Bildgebung. Im Röntgenbild erkennt man eine kleine Maxilla, fehlendes oder hypoplastisches Nasenbein und Ulnardeviation der Hände.

## Therapie
Eine Behandlung der Tränengänge und der Schwerhörigkeit ist symptomatisch möglich.